# Корита (Грчка)
Корита или Курита (грч. Κορυφές, Корифес) је насељено место у општини Кавала у периферији Источна Македонија и Тракија, Грчка. Према попису из 2021. године било је 32 становника.
Према бугарском географу и историчару, Василу Канчову, у Кориту је 1900. године живело 540 Словена муслимана. Године 1924. муслиманско становништво је принудно исељено у Турску а на њихово место су насељене грчке избегличке породице из Турске, којих је на попису из 1928. било 197.